# 9341 Gracekelly
A 9341 Gracekelly (ideiglenes jelöléssel 1991 PH2) a Naprendszer kisbolygóövében található aszteroida. Eric Walter Elst fedezte fel 1991. augusztus 2-án.
Nevét Grace Kelly (1929–1982) amerikai színésznő után kapta.